# Manfred Schmidt (Diplomat)
Manfred Schmidt (* 8. Dezember 1930 in Erfurt) ist ein ehemaliger deutscher Diplomat. Er war Botschafter der DDR in Bulgarien, Schweden und Japan.

## Leben
Schmidt wurde als Sohn eines Angestellten geboren. Nach dem Abitur besuchte er eine Fachschule für Wirtschaft und Verwaltung und war Betriebswirtschaftler. 
1950 trat er in den Diplomatischen Dienst der DDR. Er war Mitarbeiter der Sektion Polen im Ministerium für Auswärtige Angelegenheiten der DDR (MfAA). Von 1954 bis 1958 wirkte er als Kultur- und Presseattaché an der Botschaft der DDR in Warschau. Von 1958 bis 1964 war er Sektorenleiter in der Protokoll-Abteilung des MfAA. Er absolvierte ein Fernstudium an der Deutschen Akademie für Staats- und Rechtswissenschaft, das er 1958 als Diplomstaatswissenschaftler abschloss. Von 1964 bis 1969 war er Chef des Protokolls des MfAA (Nachfolger von Klaus Willerding). Von 1970 bis 1975 war er Botschaftsrat in Warschau. Von September 1975 bis Mai 1981 wirkte er als Botschafter der DDR in Sofia, von September 1982 bis 1988 als Botschafter in Stockholm und schließlich von September 1988 bis September 1990 als Botschafter in Tokio. 
Schmidt war Mitglied der SED. Nach der Wende arbeitete er von 1991 bis 1995 als Vertriebsleiter in der Gesellschaft für Industrieforschung mbH Aachen.

## Werke
- (zusammen mit Peter Schubert): Die Beziehungen der DDR zu Bulgarien und Albanien. In: Siegfried Bock, Ingrid Muth, Hermann Schwiesau (Hrsg.): Alternative deutsche Außenpolitik? DDR-Außenpolitik im Rückspiegel (II). LIT Verlag, Berlin 2006, S. 77–97.

## Auszeichnungen
- Vaterländischer Verdienstorden in Bronze (1965) und in Silber (1985)
- Orden „Banner der Arbeit“ (1981)